# Печников, Валентин Андреевич
Валентин Андреевич Печников (30 октября 1924; Москва, РСФСР, СССР — 8 ноября 1996; Москва, Россия) — советский и российский актёр театра и кино, участник Великой Отечественной войны.

## Биография
Родился 30 октября 1924 года в Москве. Его отец был ветераном Великой Отечественной войны, работал в своё время на заводе, а будучи на пенсии стал фотографом. Мать работала в сфере торговли, а будучи на пенсии стала работать в институте имени Н. В. Склифосовского.
В 1931 году Печников пошёл учиться в среднюю школу, которую окончил в 1941 году. После школы сразу же ушёл на трудовой фронт, вернувшись в 1942 году обратно на родину, поступил в театральную студию Дома пионеров, где из труппы учащихся набирали помощников для солдат в Великой Отечественной войне. Осенью 1942 года Печникова призвали в ряды РККА, там молодой человек обучался в школе радистов. После того, как прошёл обучение и окончил данную школу, Печников был отправлен на войну в 315-й стрелковый полк. На поле боя Печников был ранен, контужен и взят в плен. Всё время проводил в концлагере, но лишь в 1945 году смог совершить побег. После побега был взят повторно в состав 1-й пулемётной роты. Там тоже был ранен, после чего был отправлен на излечение в эвакогоспиталь.
Весной 1946 года был демобилизован из армии. В этом же году поступил на актёрский факультет Московского городского театрального училища. Спустя несколько лет недолго прослужил в Псковском театре драмы. Дальше с 1951 года стал служить в театре им. Вл. Маяковского по 1955 год. Позже поступил в Ногинский драматический театр, а также служил во Владимирской филармонии. В 1958 году снова вернулся в театр им. Маяковского, где прослужил до конца своей жизни, до 1996 года. Отдал театру Вл. Маяковского 45 лет службы.
Скончался 8 ноября 1996 года в Москве на 73-м году жизни. Похоронен на Бабушкинском кладбище.

## Творчество

### Фильмография
- 1955 — Первый эшелон (ростовчанин-парикмахер)
- 1956 — Своими руками (Трубинин)
- 1957 — Высота (Валентин, монтажник)
- 1957 — Ленинградская симфония (Борькин старший)
- 1957 — Телеграмма (фильм-спектакль) — почтальон
- 1958 — Матрос с Кометы (матрос буксира Комета, трубач в шапочке)
- 1960 — Время летних отпусков (рабочий-геолог)
- 1960 — Тучи над Борском (участник антирелигиозного собрания)
- 1962 — На семи ветрах (старшина Гречко)
- 1963 — Еслитыправ… (телефонист)
- 1968 — Ташкент — город хлебный (проводник)
- 1967 — Три тополя на Плющихе (водитель грузовика)
- 1968 — Эта деревня Могила… (фильм-спектакль) — Муха
- 1969 — Здравствуйте, наши папы! (фильм-спектакль) — Фёдор Пантелеевич Алтынин
- 1969 — Нескладный парень (фильм-спектакль) — Солдаткин
- 1969 — Оптимистическая трагедия (фильм-спектакль) — Сиплый
- 1969 — Христиане (фильм-спектакль) — ремесленник
- 1970 — Один из нас
- 1972 — Сибирячка (Вертых, секретарь партбюро)
- 1973 — Ночной сеанс (короткометражный) — Иван Тошкин, отец Миши
- 1974 — Вот такие истории (фильм-спектакль; 2 и 3 серия) — Буров, Андреич, работник завода.
- 1974 — Время её сыновей (Сиваков, друг Пети Гуляева, работник шахты)
- 1975 — Фронт без флангов (Пётр Сергеевич Иванов, солдат-разведчик)
- 1976 — Двадцать дней без войны (усатый сержант)
- 1976 — Рождённая революцией (дядя Кочеткова), 7-я серия
- 1977 — В профиль и анфас (киноальманах) — Гриша; 2-й фильм
- 1977 — Диалог (проводник); 1-я серия
- 1977 — Фронт за линией фронта (боец отряда)
- 1978 — Стойкий туман (фильм-спектакль) — Чумак
- 1978 — Территория (Кефир)
- 1978—1985 — Следствие ведут Знатоки (1978 год — букет на приёме, дело 12) и (1985 год — Полуденный вор, дело 18, пьяница)
- 1980 — Простая девушка (фильм-спектакль) — Андрей Петрович
- 1982 — Культпоход в театр (Буянов)
- 1983 — Молодость (альманах), 5-й выпуск, 2-й фильм — сосед Алимушкина
- 1983 — Отцы и дети (Прокофьич)
- 1983 — Признать виновным (Сайкин, избитый пьянчужка)
- 1984 — Закон зимовки (фильм-спектакль) — дед Коробко
- 1985 — Внимание! Всем постам… (пьяница)
- 1985 — Законный брак (дворник)
- 1985 — Набат на рассвете (Семён Викентьевич Петрухин, отец Яши)
- 1985 — Несмотря на преклонный возраст (фильм-спектакль)
- 1985 — Неудобный человек (Кузьмич)
- 1985 — Сеанс гипнотизёра (фильм-спектакль) — человек в очереди на почте
- 1986 — Аэропорт со служебного входа (пожилой водитель служебной машины)
- 1986 — Переход на летнее время (фильм-спектакль) — Петрович, рабочий-строитель
- 1987 — Дни и годы Николая Батыгина
- 1987 — Шура и Просвирняк (телефонный мастер)
- 1988 — Вам что, наша власть не нравится?!
- 1988 — Гулящие люди (отец Ульки)
- 1988 — Запретная зона (полковник)
- 1988 — Меня зовут Арлекино (Николай Степанович, капитан милиции, участковый)
- 1988 — Поджигатели (Мал-Мал-Пугал)
- 1989 — Женщины, которым повезло, 3-я серия
- 1989 — Свет вечерний (фильм-спектакль)
- 1989 — Частный детектив, или Операция «Кооперация» (старик, случайно зашедший в туалет)
- 1990 — Бес в ребро (Константин Иванович Юрков)
- 1990 — Враг народа — Бухарин (Плетнёв, обвиняемый)
- 1990 — Детство Тёмы (старик-вор)
- 1991 — 1000 долларов в одну сторону
- 1991 — Небеса обетованные (житель посёлка под названием Закат коммунизма)
- 1991 — По Таганке ходят танки
- 1992 — Зачем алиби честному человеку? (Еремеич)
- 1992 — Тридцатого уничтожить! (сторож больницы)
- 1993 — Про бизнесмена Фому (дежурный в туалете Фомы)

## Звания и награды
- Орден Отечественной войны I степени (1985)

## Оценочные мнения
Сниматься в кино Валентин Печников начал с 1955 года, проявив себя интересным острохарактерным актёром. Его персонажи на экране, в основном, были люди из народа: простые русские мужики, рабочие, военные, выпивохи.киновед – Алексей Тремасов
Говорят о широком диапазоне дарования артиста. Ему были близки и доступны не только комедийные образы, но и драматические.Московский академический театр им. Вл. Маяковского